# Музей логистики
Музей логистики — первый в России специализированный музей, посвященный практической логистике. Экспозиция музея охватывает всю цепочку товародвижения от производителя до потребителя: производство, хранение, транспортировку и сбыт. Закрылся в марте 2020 года. 

## Краткая история
Музей логистики принял своих первых посетителей 17 декабря 2011 года. Официально зарегистрирован в качестве юридического лица 8 февраля 2013 года.
Изначально Музей логистики располагался в офисе компании «СОЛВО» — российского производителя систем управления логистикой хранения. 10 февраля 2014 г. музей переехал в одно из зданий Государственного университета морского и речного флота имени адмирала С. О. Макарова (ГУМРФ).
В апреле 2015 года Музей логистики получил грант Благотворительного фонда В. Потанина. В рамках проекта «Логистика — это движение!», представленного Музеем логистики, было построено новое здание музея из стандартных грузовых контейнеров. Обновленный музей открылся 17 декабря 2016 года.

## Экспозиция
Экспозиция Музея логистики в первую очередь дает представление о прикладных аспектах логистики, связанных с обработкой различных видов грузов. В музее представлены масштабные модели вилочных погрузчиков, штабелеров, ричстакеров, кранов и другой складской и перегрузочной техники. Имеются модели транспортных средств: грузовых автомобилей, железнодорожного подвижного состава, воздушного транспорта. Есть макеты грузовых и контейнерных терминалов.